# 肖恩·康纳利
托马斯·肖恩·康纳利爵士（英語：Sir Thomas Sean Connery，1930年8月25日—2020年10月31日），苏格兰演员，凭借1962年和1983年在七部詹姆斯·邦德电影中饰演英国间谍詹姆士·龐德走红。出演龐德之前，康纳利一直在小剧场和电视节目中亮相。尽管他不是很享受邦德一角给他银幕外关注，龐德电影给他带来的名气，还是让他得到了亞弗列·希治閣、薛尼·盧梅及約翰·休斯頓向他发出的邀约，因而参演了《豔賊》、《山丘战魂》、《东方快车谋杀案》、《霸王鐵金剛》、《奪橋遺恨》、《挑戰者》、《魔宮傳奇》、《铁面无私》、《聖戰奇兵》、《獵殺紅色十月》、《魔幻屠龍》、《絕地任務》和《隔窗友緣》等作品。
康纳利从影期间获得诸多认可，获得一项奥斯卡金像奖、两项英国电影学院奖（包括终身成就奖）、三项金球奖（包括施素·B·德美奖）和一项金球奖。1987年，他获得法国藝術與文學勳章司令勋位，1999年获美国肯尼迪中心荣誉奖终身成就奖，2000年因电影成就在英国新年授勋中被封为骑士。另外在2004年，康纳利获《星期日先驱报》评为“在世的最伟大苏格兰人”，2011年在百万欧元彩票调查中被评为“苏格兰最伟大的活国宝”。他也于1989年和1999年被《人物》分别评为“在世的最性感男星”和“本世纪最性感男性”。

## 早年境况

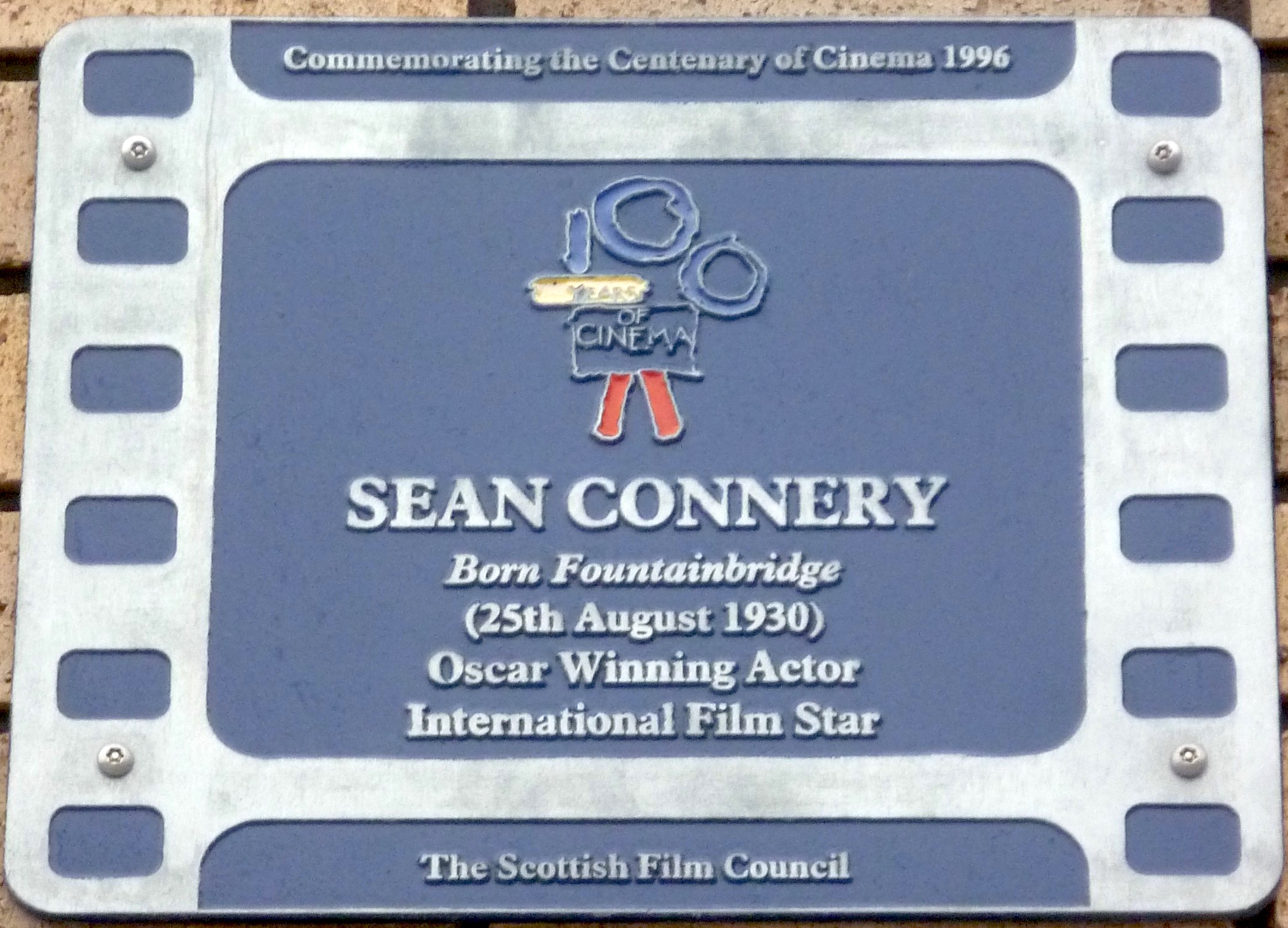
康纳利的家乡喷泉桥为他竖立的纪念牌匾。

托马斯·肖恩·康纳利1930年8月25日生于苏格兰爱丁堡愛丁堡皇家婦產醫院和辛普森紀念婦產館 ，母亲尤菲米娅·“艾菲”·麦本·麦克莱恩（Euphemia "Effie" McBain McLean）是清洁女工，父亲乔瑟夫·康纳利（Joseph Connery）是工人兼卡车司机。
母方的曾祖父母19世纪中期从爱尔兰移民到苏格兰，父方的曾祖父快富人，曾祖母是斯凯岛威格人，说当地的苏格兰盖尔语，因此家族剩下成员都是苏格兰人后裔。父亲是罗马天主教徒，母亲是新教徒。弟弟叫尼爾康纳利。康纳利说他当演员之前的中间名就叫肖恩，而他有一个爱尔兰朋友叫肖姆士（Séamus），如果他们两人都在场，朋友就会叫他的中间名肖恩。他说年轻时一般被人叫“汤米”。他读小学时很瘦弱，到了12岁迅速發育，18时便有6英尺2英寸（188 cm），完全是成年人的身高。青年时期大家叫他“大谭姆”（Big Tam），说他14岁时就把童真给了一位穿着本地輔助服務團制服的成年女性。
康纳利的第一份工作是在爱丁堡的圣卡斯伯特合作社当挤奶工。之后2009年一次坐出租车时，他回忆了那段经历：“我最近坐出租车参加爱丁堡电影节，司机很惊讶我能叫出所经过每条街道的名字。‘怎么回事？’他问。‘我小时候曾在这附近送牛奶’，我说。‘所以你现在做什么？’那就很难回答了。”
1946年，16岁的康纳利加入皇家海军，当时他有两个纹身。据他的官方网站，他的纹身和平常的不一样，不轻浮，反映了他毕生的两个承诺：家人和苏格兰。一个纹身写着“妈妈和爸爸”（Mum and Dad），是在向父母致敬，另一个不言自明，写着“苏格兰永恒”（Scotland Forever）。他在朴茨茅斯的海军炮兵学院及防空部队受训。后来担任可畏号航空母舰高级海员。康纳利19岁因健康问题从海军退伍，当时他患上了家族男性遗传的十二指肠潰瘍。
后来他回到合作社，当过卡车司机、波多贝罗露天泳池救生员、劳工，在苏格兰先生阿奇·布伦南（Archie Brennan）的建议下给爱丁堡艺术学院当美术模特，甚至当过棺材抛光师。模特工作让他每小时赚到15先令。当时是学生的画家理查德·德马科曾画过几张康纳利的画像，他说康纳利“非常直接，有点害羞，美得難以言語形容，是现世的阿多尼斯”。
18岁时康纳利開始練習健身，並於1951年接受前英国陆军体育教练艾灵顿（Ellington）的严格训练。其官方網頁指他曾在1950年环球先生选美比赛中名列第三，其他資料就說辛康納利應是參與1953年比賽，成績或是獲得初級組第三、或是于高大組毫無名次。。康纳利很快就對健身運動洩氣，因他发现经常在比赛中击败他是肌肉发达的美国人，这跟他不一样，他认为对方拒绝参加体育活动，因這些美国人認為運動會引致肌肉量流失。。
康纳利还是专业的足球运动员，年轻时效力于保尼玫瑰足球俱乐部，曾租借给東快富。《南太平洋》巡徊演出期間，康纳利曾和当地球队进行一场比赛，当时曼徹斯特聯足球俱樂部的主教练马特·巴斯比恰好在揀卒。报道指出，巴斯比对康纳利的身体力量印象深刻，比赛结束后向他提供一份周薪25英镑的合约。康纳利很想接受，但考慮到顶尖球员到30岁就会达到职业巅峰，而自己已经23岁了。他决定当一位演员，当演员是他所做过最明智的抉擇。

## 职业生涯

### 早期
为了补贴家用，1951年末，康纳利在爱丁堡国王剧院做后台勤务。1953年在伦敦的一场健美比赛的海选中，有参赛者提到这场活动实际上是音乐剧《南太平洋》选角，康纳利有幸被选为剧中海峰（Seabees）男子合唱团的一员。剧组来到爱丁堡表演，康纳利获得海军陆战队下士汉密尔顿·史蒂夫斯（Hamilton Steeves）的演员，担任两位童星主角的替补演员，每周薪酬从12欧涨到14至数十欧。次年在大众的强烈呼声下，剧组重返苏格兰，康纳利彼时已拿下主角巴斯·亚当斯中尉（Buzz Adams）的戏份，这部剧在西区剧院表演时，该角色由拉瑞·哈格曼扮演。
在爱丁堡的时候，康纳利遭城中黑帮瓦尔多帮（Valdor）针对。双方第一次接触是在桌球馆，当时康纳利阻止他们的人偷走他的风衣，后来被六个歹徒跟到了君品酒店15英尺高的阳台处。康纳利徒手对付歹徒，一只手抓住一个人的喉咙，另一只手抓住另一个人的肱二头肌，将两人的头撞在一起。自那时起，康纳利便获得帮派的尊敬，说他是“硬汉”。
1954年，康纳利在《南太平洋》剧组举行的晚会上首次结识米高·肯恩，两人后来成了挚友。1954年圣诞节在曼彻斯特歌剧院表演该剧时，康纳利结识美国演员罗伯特·亨德森，亨德森把亨里克·易卜生的剧作《海达·盖伯勒》、《野鸭子》和《咱们死人醒来的时候》的副本借给他，后来列出他喜欢的馬塞爾·普魯斯特、列夫·托爾斯泰、伊万·谢尔盖耶维奇·屠格涅夫、萧伯纳、詹姆斯·乔伊斯和威廉·莎士比亚给他研读。亨德森敦促他去上口才好，安排他参演伦敦麥達維爾剧院的作品。康纳利踏上电影道路前，在安娜·尼格尔主演的赫伯特·威尔科克斯创作1954年音乐剧《春天的紫丁香》中担任临时演员。
康纳利虽然稳拿许多临时演员的角色，但仍要因生活所迫为记者彼得·诺贝尔（Peter Noble）和她的演员妻子玛丽安·斯通兼职做保姆，一晚上挣10先令。一天晚上，好莱坞演员雪莉·溫特斯来诺贝尔家做客，她说康纳利是所见过的“最魁梧、最有魅力、最阳刚的苏格兰人”。之后几个晚上，她和康纳利的兄弟们出去喝啤酒。也是在这个时候，康纳利寄居在电视主持人里尔·加德纳（Llew Gardner）家。亨德森安排康纳利出演Q剧院的阿加莎·克里斯蒂剧作《控方证人》，薪酬每周6欧，这期间他结识了后来成为朋友的苏格兰老乡伊恩·班南。之后又参演《出发点》（Point of Departure）和《时间女巫》（A Witch in Time），在牛津剧院戏剧《酒神的女信徒》中与彭透斯对手伊冯·米切尔，在尤金·奥尼尔作品《安娜·克里斯蒂》和吉尔·贝内特对戏。
在牛津剧院工作期间，康纳利曾在电视剧《方拳台》（The Square Ring）中演过一位拳击手，之后被加拿大演员阿尔文·拉科夫发掘，在肯特郡多佛拍摄的电影《死刑犯》（The Condemned）中扮演多个配角。1956年，康纳利亮相戏剧《墓志铭》（Epitaph），在英国广播公司刑侦局《警察狄克逊》扮演一位恶棍，之后参演电视剧《财富水手》和《杰本尼秀》欧洲特辑。

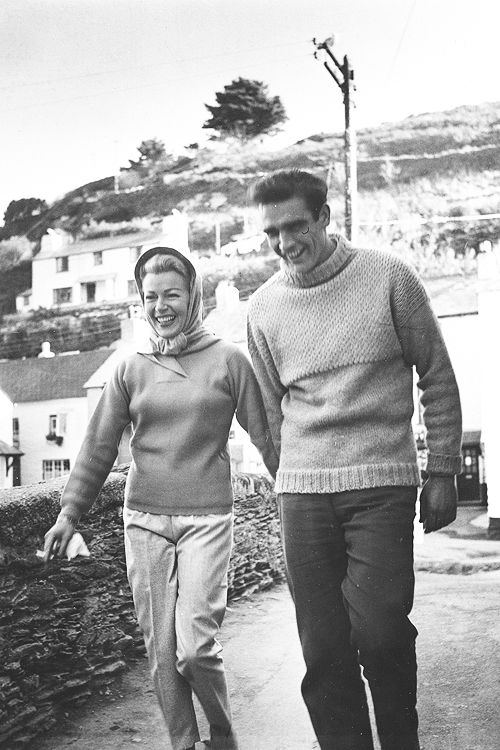
1957年，与拉娜·特纳在《春梦留痕》片场。

1957年初，康纳利聘请经纪人理查德·哈顿（Richard Hatton），哈顿替他在蒙哥马利·塔利电影《钻石血案》中找到配角戏份，扮演一位有言语障碍的小混混。1957年4月，拉科夫对杰克·帕兰斯感到不悦后，决定给康纳利这位年轻的演员首个出任主角的机会，安排他在英国广播公司作品《重量级的安魂曲》中表演毛登·麦克林托克（Mountain McLintock）一角。他之后在赛·恩菲尔德作品《地狱司机》中扮演流氓卡车司机。同在1957年，康纳利出演特伦斯·扬导演的米高梅动作片《饿虎扑羊》，影片在西班牙南部拍摄。随后参演杰拉尔德·托马斯惊悚片《时间锁》。
康纳利在通俗剧《春梦留痕》中扮演英国记者马克·特雷弗（Mark Trevor），与拉娜·特纳恋爱。特纳控制欲很强的黑帮男友约翰·史当巴纳托从洛杉矶前来探班，认为特纳和康纳利恋爱，而此前两人曾一同观看西区剧院节目，结伴到伦敦的餐厅就餐。史当巴纳托衝入片场，用枪指着康纳利，康纳利一把拿走他的枪，把他按倒在地。自此史当巴纳托被禁止进入片场。苏格兰场的两位警探建议史当巴纳托离开，还护送他去机场坐航班回到美国。康纳利后来回忆，说他收到史当巴纳托老板米奇·柯罕手下的威胁，不得不避避风头。
1959年，康纳利在罗伯特·史蒂文森的华特迪士尼公司电影《梦游小人国》扮演主角。影片讲述了一位狡猾的爱尔兰人与拉布列康斗智斗勇的故事。影片最初上映时，《纽约时报》的A·H·威勒称赞表演阵容。随后参演了鲁道夫·卡地亚为BBC电视创作1961年作品《冒险故事》和《安娜·卡列尼娜》，其中后者与克莱尔·布鲁姆对戏。

### 邦德电影

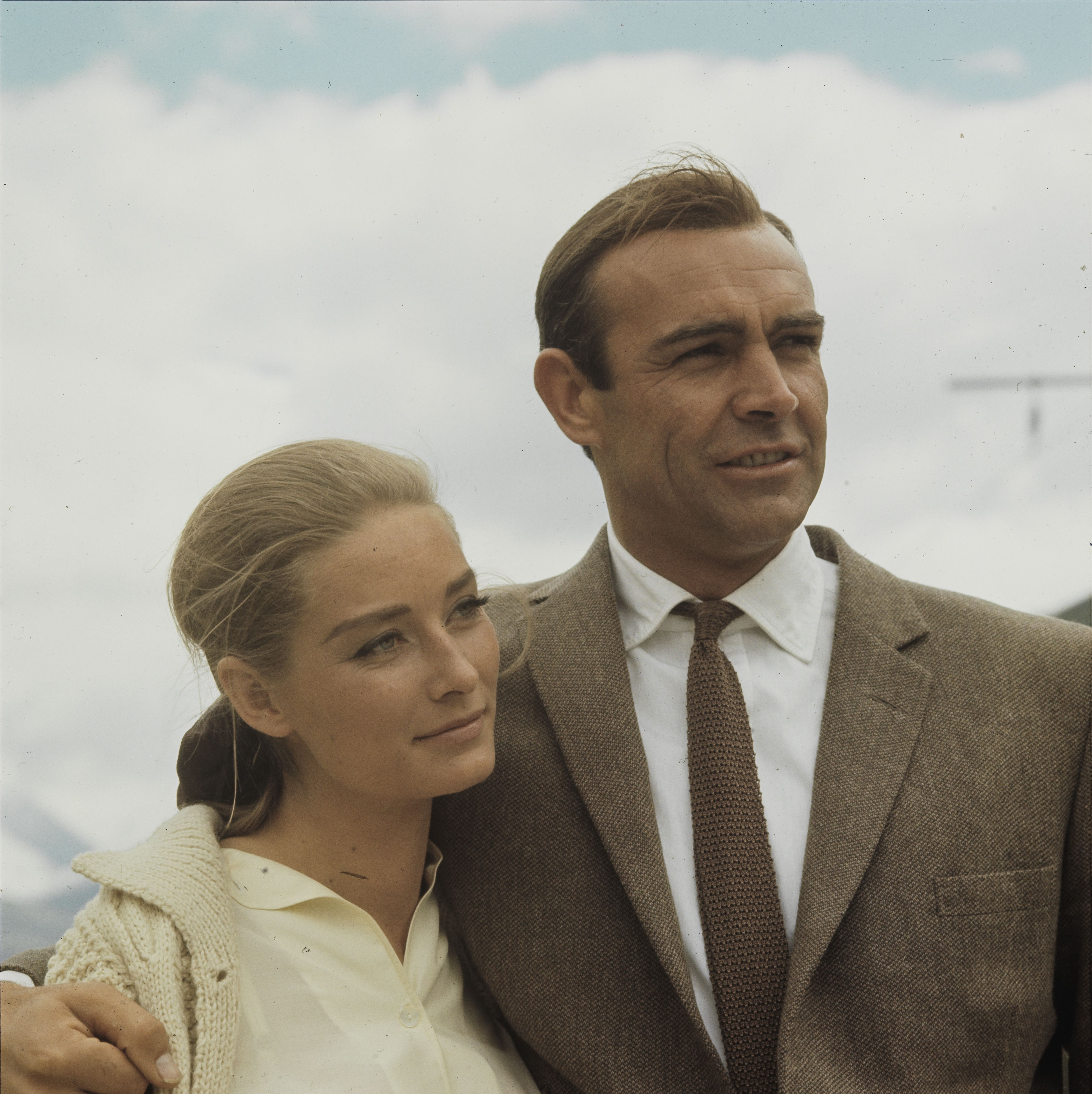
1964年，康纳利与塔尼娅·马利特在拍摄《鐵金剛大戰金手指》。

康纳利凭借英国间谍占士邦一角打响名堂。最开始他不愿意参加电影系列，但考虑到这些电影作品如果成功，他的电影生涯也会受益匪浅，因而加入。他参演了《诺博士》（1962）、《鐵金剛勇破間諜網》（1963）、《鐵金剛大戰金手指》（1964）、《鐵金剛勇戰魔鬼黨》（1965）、《鐵金剛勇破火箭嶺》（1967）和《鐵金剛勇破鑽石黨》（1971）。另在《巡弋飛彈》（1983，非由米高梅製作的正宗007系列電影）中再度出演邦德。上述七部电影均大获成功，而康纳利扮演的占士邦也入选美国电影学会第三伟大的银幕英雄。
康纳利之所以入围邦德一角，很大程度上归功于制片人艾伯特·布洛克里的妻子达娜·布洛克里（Dana Broccoli），据说她曾说服丈夫，让他认为康纳利是合适人选。邦德的开创者伊恩·佛莱明最初质疑选择康纳利的决定，表示“他不符合我所设想的詹姆斯·邦德形象”，“我要找的是指挥官邦德，不是老成的特技演员”，认为肌肉发达、身高1.88米、生于苏格兰的邦德粗俗。但是，弗莱明的女友布兰奇·布莱克威尔反而觉得邦德有必备的性魅力，而弗莱明也在《诺博士》首映大获成功后改变想法，对康纳利印象深刻，甚至后来的小说提到邦德时也有他的影子，譬如在1964年小说《雷霆谷》中，弗莱明提到邦德的父亲是苏格兰高地格伦科人。

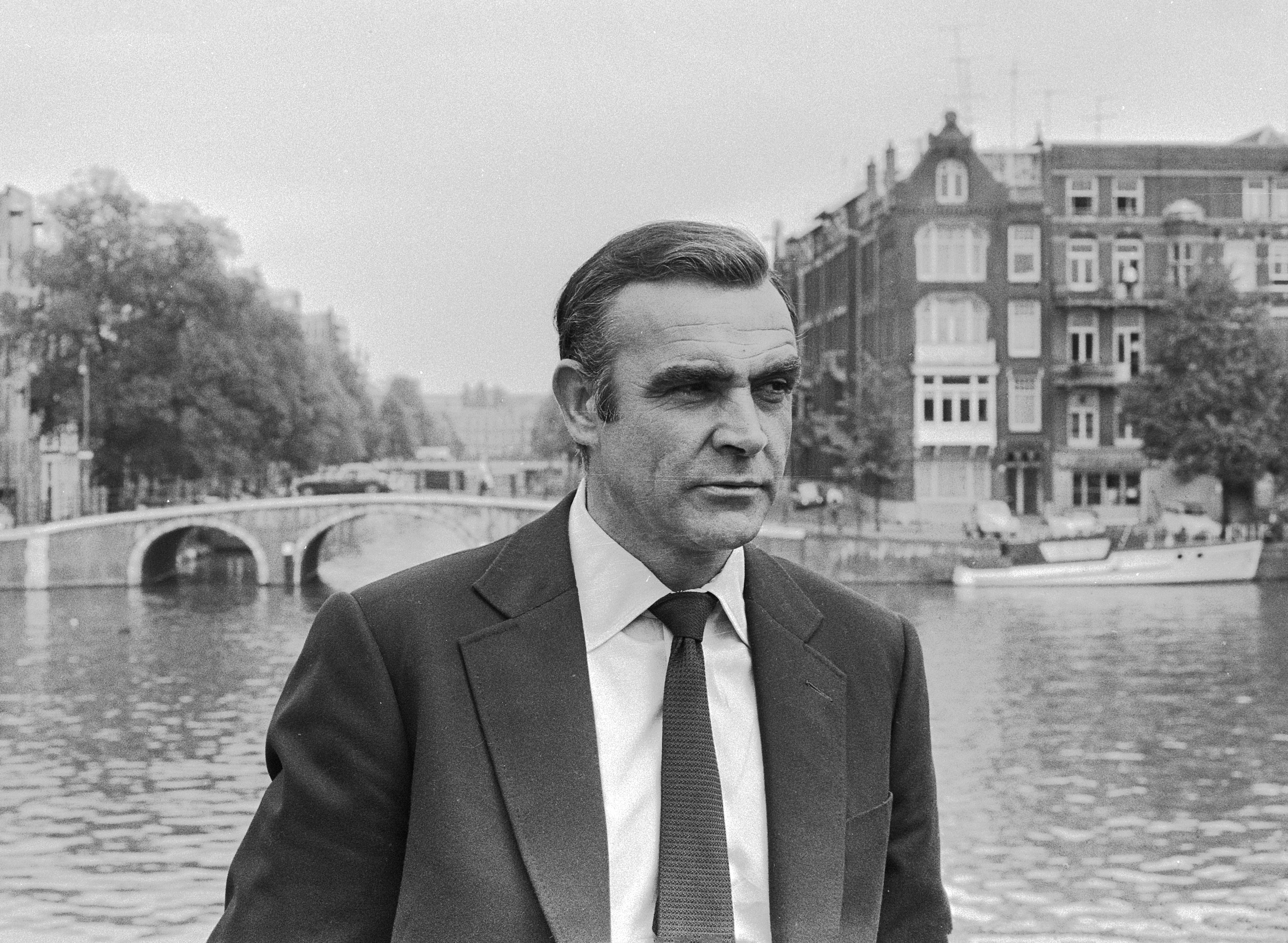
康纳利在《鐵金剛勇破鑽石黨》片场，1971年。

康纳利的邦德形象也有导演特伦斯·扬给他打理形象的功劳，扬用他优雅的形体和动作的表现来做打磨。扮演钱班霓小姐的露易丝·麦斯威尔透露，特伦斯悉心照顾肖恩，“带他去吃晚餐，教他怎样走路，怎样说话，甚至怎样吃饭”。指导的效果很成功，《诺博士》上映一个礼拜，他就收到数千份粉丝来信，而他也成了电影中的一大性感象征。
1965年拍摄的《雷霆万钧》，有一幕戏是与几条鲨鱼在埃米利奥·拉戈的泳池中拍摄。康纳利读过剧本后，担忧这一幕的风险，坚持让肯·亚当在泳池里用聚甲基丙烯酸甲酯搭建特殊的分隔板，但出来的效果不稳妥，有条鲨鱼从中穿过，肖恩只好赶紧离开泳池。

### 其他作品

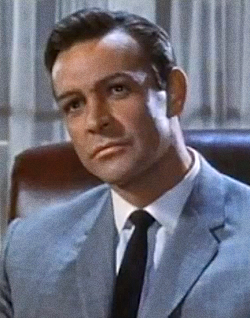
参演亞弗列·希治閣作品《豔賊》（1964）。

邦德名声大噪后，品牌给他的压力也随之而来，渐渐地他开始厌倦这个角色，曾说“受够了邦德的东西”，“非常恨该死的詹姆斯·邦德，真想把他给弄死”。米高·肯恩提到了这种处境：“如果你早年间认识他，你不会意识到邦德这个话题。不论过去还是现在，他都是个非常出色演员，不只是扮演詹姆斯·邦德，但他成了邦德代名词。他走在街上，人们会说‘瞧，那是詹姆斯·邦德’，那让他非常不安。”
参演邦德电影之余，他还亮相其他电影，包括亞弗列·希治閣的《豔賊》和薛尼·盧梅的《山丘战魂》（1965）。在《豔賊》中，康纳利与蒂比·海德倫对手。康纳利说他想跟希区柯克合作，永世便安排双方签约。当时很多人要看他的剧本，这让他感到震惊。另外，康纳利也担心他间谍形象的转型，不希望影片成为又一部《西北偏北》或是《谍网情鸳》。希区柯克的经纪人曾跟他说加里·格兰特从未提出看希区柯克的剧本，康纳利则说他不是格兰特。希区柯克和康纳利在拍摄时相处甚欢。康纳利说他喜欢“有一定保留”的电影。而在《山丘战魂》中，康纳利希望演一些邦德没有的东西，就用他的明星效应来演这部电影。尽管该片商业成绩不佳，但是口碑不俗，在戛纳电影节首映便赢得最佳剧本。曾演过五部盧梅电影的康纳利说对方是他最喜欢的导演。

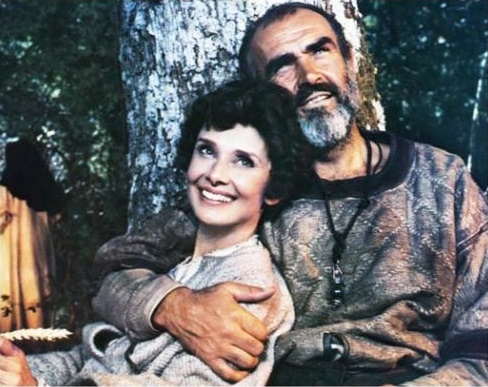
奥黛丽·赫本与康纳利在电影《罗宾汉与玛莉安》（1976）中。

六度出演邦德的康纳利在全球积攒了不少名气，与查尔斯·布朗森在1972年共同夺得“全球最受欢迎电影男演员”奖。1975年，他在約翰·休斯頓的《霸王鐵金剛》中与迈克尔·凯恩对手戏。两位演员扮演了自称卡菲里斯坦国王的前英军士兵，他们说这是他们最喜欢的电影。同年与坎娣絲·伯根出演改编自佩迪卡里斯事件的电影《黑狮震雄风》。隔年在《罗宾汉与玛莉安》中扮演罗宾汉一角，对手奥黛丽·赫本扮演女仆玛莉安。影评人罗杰·伊伯特曾赞扬康纳利和坎娣絲在《黑狮震雄风》中的化学反应：“康纳利和赫本似乎就他们的角色达成了共识。他们很耀眼，就像在谈恋爱一样。”
1974年出演个人首部科幻片《萨杜斯》，然而他在片中服装不符合邦德形象，引起争议。1970年代末，康纳利参与《东方快车谋杀案》及《奪橋遺恨》等片的群戏。1981年在影片《时光大盗》扮演阿伽门农。康纳利被选中，要归因于迈克尔·帕林在剧本中开的一个玩笑，他说这个角色摘下面具，就会是“肖恩·康纳利——或是其他相等但廉价的形象”。康纳利看过剧本，乐意演配角。1982年，康纳利为1982年國際足協世界盃官方纪录片《进球盛宴》旁白。

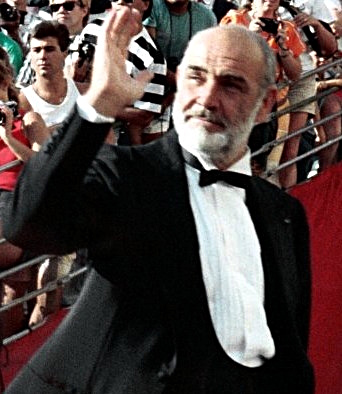
第60届奥斯卡金像奖上。

1983年10月上映的《巡弋飛彈》中，邦德再度扮演特工007。该片的英文片名“Never Say Never Again”，意为“永远不要说再也不来一遍”，是康纳利的妻子所取的，出自康纳利先前说“再也不会”回归该角色。尽管票房成绩不俗，影片在制作时困难重重，导演与制片人发生争执、财务问题、弗莱明房地产信托公司试图阻止电影拍摄、康纳利的手腕被动作指导史蒂芬·席格扭伤，整个拍摄效果非常差，自此他与大的制作公司交恶，两年内没有拍其他电影。欧洲电影《魔宮傳奇》大获成功，为他赢得英國電影學院獎最佳男主角后，他重燃对商业片的信心。同年在《挑戰者》扮演配角，展示出给年轻的主角指导的功力，后来在他此后的许多电影中一直有这方面的工作。
1987年参演布赖恩·德帕尔马的《铁面无私》，扮演扮演了一位顽强的爱尔兰裔美国警察。影片口碑票房双丰收，影评人纷纷称赞他的表现，其中罗杰·伊伯特说这是他“演得最好的电影......给他的角色带来人性的元素，已经成了《铁面无私》以外的超然存在，他在银幕上出现，使得我们可以直接认为禁酒令深植在人们心中，不是滑稽剧”。他凭借该片获得奥斯卡最佳男配角奖。
其后参演斯蒂芬·斯皮尔伯格的《聖戰奇兵》，扮演主角的父亲老亨利·琼斯，获英国电影学院奖及金球奖提名。哈里森·福特曾提到康纳利在编剧阶段的贡献提升了电影：“他对剧本的深入了解及对角色机会的利用深深折服了我。他在编剧时给乔治的建议让这个角色和影片有了比原先剧本更多的复杂性和价值”。之后参演电影《獵殺紅色十月》、《俄罗斯大厦》、《絕地任務》和《將計就計》，1996年为电影《魔幻屠龍》的巨龙德拉科（Draco）一角配音，在影片客串理查一世。1998年获英国电影和电视艺术学院终身成就奖。
康纳利后来的电影在票房和口碑方面的收益不佳，包括《第一武士》、《正当防卫》、《世纪特工》和《天降奇兵》，不过《隔窗友緣》的表现就获得表扬。凭借对世界影坛的杰出艺术贡献，他获得水晶地球仪奖。2003年英国第四台举办的百大电影巨星票选中，康纳利位列第8。《天降奇兵》的失利让康纳利特别沮丧，他在拍摄阶段就感到影片“正在走下坡路”，认为导演史蒂芬·诺灵顿发疯了，应该被锁起来。他在剪辑阶段用很大力气尝试挽救这部电影，最终决定退出演艺事业，避免再度承受这些压力。
后来，康纳利接到《魔戒》电影中的甘道夫一角的邀约，但他婉拒了，说自己读不懂剧本。据说康纳利的片酬高达3000万美元，占影片全球票房15%，如果他接下会赚到4.5亿美元。后来，他以同样原因婉拒在《黑客帝国》三部曲中扮演造物主一角。康纳利认为“如今在好莱坞拍电影的都是白痴”，让他幻想破灭，这是他最终决定息影的原因。2005年，他为邦德电影《鐵金剛勇破間諜網》的同名游戏配音。在收录于游戏光盘的采访中，康纳利说他很高兴游戏制作方艺电邀请他给邦德配音。他的录音和样貌由特里·曼宁在巴哈马录制，当年电影的许多配角也出现在游戏中。

### 息影
2006年6月8日，康纳利获美国电影学会终身成就奖，正式确认息影。2007年6月7日，他否认出演《印第安納瓊斯：水晶骷髏王國》的传闻，说“退休简直太他妈享受了”。2010年，康纳利的半身铜像在爱沙尼亚首都塔林揭幕。铜像位于塔林苏格兰俱乐部外，俱乐部成员包括爱沙尼亚苏格兰人和少数外籍苏格兰人。2012年，康纳利短暂复出，为苏格兰动画片《兽医比利爵士》80分钟加长版担任执行制片人。

## 个人生活

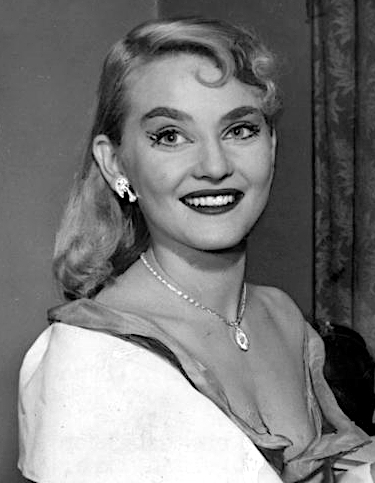
首任妻子黛安·西伦托，摄于1954年

1950年中旬拍摄《南太平洋》期间，康纳利结识了“身材如芭蕾舞演员、一头乌黑秀发的美女”卡萝尔·索培尔（Carol Sopel），两人的感情最终由于卡萝尔的犹太教家族出手干预告吹。随后他認識了纪录片电影制作人、女权主义者吉尔·克雷吉的女儿朱莉·汉密尔顿（Julie Hamilton）汉密尔顿看到康纳利外表邋遢，相貌平平，被吓了一跳，直到康纳利后面穿着苏格兰裙出现在她面前，她才喜欢上他，说他是自己有生以来见过最美好的事情。康纳利还和爵士歌手马克辛·丹尼尔斯兴趣相投，二人在帝国剧院结识时。康纳利大胆和她告白，但她已经有一段幸福的婚姻，还有一个女儿。
1962至1973年，康纳利和演员黛安·西伦托结婚，其中1971年分居。两人生下儿子，就是后来成为演员的杰森·康纳利。两人分居后，康纳利结识了吉爾·聖約翰、拉娜·伍德、卡萝尔·马洛里和玛格达·科诺普卡。在2006年的个人自传中，西伦托声称她康纳利和恋爱时，身心深受摧残，据说他说过偶尔打女人“算不上大事”。受此次风波影响，康纳利取消出席苏格兰议会的安排。他否认这番言论，表示任何虐待女性的行为都是不可接受的。

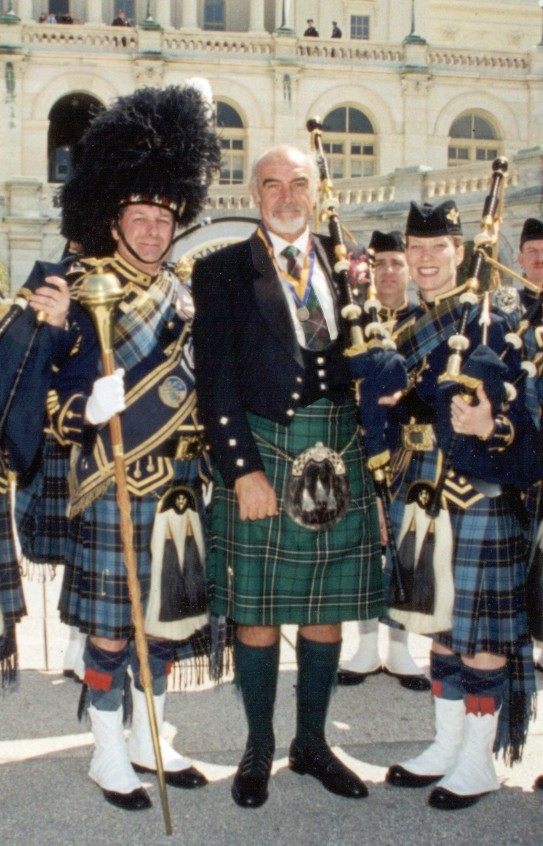
康纳利出席华盛顿的格纹日庆祝活动。2000年，康纳利被伊丽莎白二世册封为骑士，当时他穿着母亲麦克劳德氏族的绿黑相间花呢格紋苏格兰裙

第二任妻子是摩洛哥法国裔油画家米歇琳·罗克布伦（Micheline Roquebrune），两人于1975年结婚，相伴一生。结婚期间，康纳利曾于1980年代末与创作歌手林赛·德·保罗有婚外情，两人的关系有完备的记录，不过这没有影响到康纳利的婚姻。康纳利是一位敏锐的高尔夫球手，曾租下法国南部特雷布兰奇酒庄，计划改造为占地266英畝（108公頃）的高尔夫球场。1999年他将该处卖给德国亿万富翁迪特马·霍普后，改造计划实现。他还获得空手道極真會館颁发的荣誉初道黑带。1990年代，康纳利移居巴哈马，买下新普罗维登斯岛莱福德礁的一座别墅。
2000年7月5日，英女皇伊丽莎白二世在爱丁堡荷里路德宮为康纳利举行骑士授勋仪式。康纳利于1997年和1998年两度获提名骑士，但被唐纳德·杜瓦考虑到他的政治立场而投票否决。康纳利在希腊克拉尼迪有一座别墅，荷兰国王威廉-亚历山大是他邻居，两人共用一个直升机平台。曾与康纳利在电影《国王迷》中合作过的米高·肯恩是他的挚友。康纳利还是苏格兰足球俱乐部流浪者足球俱乐部的球迷。

### 政治立场
康纳利是苏格兰民族党党员，该党持中间偏左立场，支持苏格兰独立运动。康纳利曾利用个人形象为该党捐款，直至2001年英国议会立法禁止海外人士资助英国的政治活动才停止。

### 税务状况
针对避税者的指控，康纳利在2003年公布文件，证明他于1997年至1998年、2002年至2003年在英国缴税370万欧元。批评人士指出，如果康纳利考虑到税收一直在英国居住，那他的税率会更高。2014年苏格兰独立公投前夕，康纳利的弟弟尼尔表示他不会参加苏格兰独派人士的集会，考虑到他的避税者身份极大限制他在该国停留的天数。
1999年，康纳利出售他在西班牙马贝拉的别墅，当局启动逃税调查，发现他欺骗财政部总司550万欧元的税务。随后当局确认该传闻不属实，但他妻子和另外16人被控涉嫌欺诈西班牙财政部。

## 死讯讣闻
康纳利在2006年宣布息影後，與家人長期居於巴哈马拿骚莱福德礁社区，並拒絕所有演出邀約，後期患上失智症困擾並越加嚴重；最終于2020年10月31日在巴哈马拿骚莱福德礁社区睡夢中離世，享年90岁。讣告由康纳利家庭及永世制片公司宣布，其子表示他“身体抱恙已有一段时间”，而据妻子描述，康纳利晚年罹患痴呆症。
曾与他合作过的娱乐界巨星纷纷发文悼念，有森·尼爾、尼古拉斯·凯奇、罗伯特·德尼罗、蒂比·海德倫、乔治·卢卡斯、雪莉·貝西、凯文·科斯特纳、凯瑟琳·泽塔-琼斯、芭芭拉·史翠珊和约翰·克里斯，历任邦德演员佐治·拉辛比、蒂莫西·道尔顿、皮尔斯·布鲁斯南和现任演员丹尼尔·克雷格亦发文致哀。邦德电影制片人迈克尔·G·威尔逊和芭芭拉·布洛柯里在声明中赞扬康纳利“用坚韧和机智扮演了性感、魅力超凡的间谍，彻底改变了世界，毫无疑问是邦德电影系列的头号功臣”，表示他们会永远感念他。

## 奖项荣誉

### 电影奖项
- 2006年：罗马电影节IMAIE表演奖、美国电影学会终身成就奖
- 2007年：潘世奇媒体公司表演终身成就奖（提名）
- 2011年：CinEuphoria奖职业荣誉奖
- 2020年：在线影视联合会电影名人堂[129]

### 其他荣誉
- 1987年：法国文化部艺术与文学勋章[130]
- 1999年：约翰·肯尼迪表演艺术中心荣誉奖[131]
- 2000年：英国爵士头衔[132]

### 脚注
1. 1 2  Harmetz, Aljean. . The New York Times. 2020-10-31  [2020-10-31]. （原始内容存档于2020-10-31）.
2. 1 2  Shapiro, T. Rees. . The Washington Post. 2020-10-31  [2020-10-31]. （原始内容存档于2020-11-01）.
3. ↑  . BBC News. 2006-03-12  [2007-03-19]. （原始内容存档于2008-04-13）.
4. ↑  . BBC.   [2019-03-15]. （原始内容存档于2004-04-10）.
5. ↑  Flockhart, Susan. . Sunday Herald. 2004-01-25  [2016-06-16]. （原始内容存档于2016-09-11） –HighBeam Research.
6. ↑  . STV News. 2011-11-25  [2012-08-06]. （原始内容存档于2015-04-02）.
7. ↑  . CBS News.   [2018-10-10]. （原始内容存档于2018-10-11）.
8. ↑  . . ukwhoswho.com 2015 online Oxford University Press (布盧姆斯伯里出版公司旗下A & C Black). 需要订阅或英国公共图书馆会员资格
9. ↑  'Scottish Roots' Biography of Sean Connery （页面存档备份，存于）
10. ↑  Family Tree （页面存档备份，存于） posted on Geneanet
11. ↑  Familyrelatives.com Case Study 1 （页面存档备份，存于） — Sean Connery — James Bond
12. ↑  . Film Reference. Advameg, Inc.   [2007-09-29]. （原始内容存档于2011-10-28）.
13. ↑  . Familyrelatives.com. Treequest Limited.   [2012-08-06]. （原始内容存档于2012-08-22）.
14. ↑  Yule 1992，第1頁.
15. 1 2  Connery, Sean; Grigor, Murray. . Phoenix Illustrated. 2009.
16. ↑  .   [2013-03-05]. （原始内容存档于2012-07-12）.
17. ↑  Yule 1992，第8頁.
18. ↑  Sellers, Robert. . Robert Hale. 1999: 25.
19. ↑  Yule 1992，第18頁.
20. ↑  Yule 1992，第21頁.
21. ↑  . Seanconnery.com.   [2010-03-10]. （原始内容存档于2010-02-28）.
22. ↑  . bellybuzz.squarespace.com.   [2020-06-26]. （原始内容存档于2020-06-28） （英语）.
23. ↑  Yule 1992，第4頁.
24. ↑  Yule 1992，第28頁.
25. ↑  Yule 1992，第29頁.
26. ↑  Yule 1992，第31頁.
27. 1 2 3  Wills, Dominic. . Tiscali.   [2009-09-20]. （原始内容存档于2013-07-07）.
28. ↑  Yule 1992，第35頁.
29. ↑  Christopher Bray (2010). "Sean Connery: The measure of a man". p. 27. Faber & Faber,
30. ↑  . Mud & Glory. April 2005  [2012-10-21]. （原始内容存档于2015-06-02）.
31. 1 2  Yule 1992，第36頁.
32. ↑  Sellers 1999，第21頁.
33. ↑  Yule 1992，第32–33頁.
34. ↑  Yule 1992，第38–39頁.
35. 1 2 3  Yule 1992，第43頁.
36. 1 2 3 4  Yule 1992，第45頁.
37. ↑  Yule 1992，第291頁.
38. ↑  Sellers 1999，第42頁.
39. ↑  Baldwin, Louis. . McFarland. 1999: 53  [2011-07-14]. ISBN 978-0-7864-0626-5. （原始内容存档于2013-06-17）.
40. ↑  Callan, Michael Feeney. . Virgin. 2002: 75  [2011-07-14]. ISBN 978-1-85227-992-9. （原始内容存档于2013-06-20）.
41. ↑  Pfeiffer, Lee; Lisa, Philip. . Carol Pub. Group. 1997  [2011-07-14]. ISBN 978-0-8065-1837-4. （原始内容存档于2013-06-17）.
42. ↑  Morella, Joe; Epstein, Edward Z. (1971). Lana: The Public and Private Lives of Miss Turner. pp. 177–182. New York: Citadel Press.
43. 1 2  . London Evening Standard.   [2019-05-30]. （原始内容存档于2019-05-30）.
44. ↑  Kohn, George C. (2001). The New Encyclopedia of American Scandal. Facts on File: Library of American History (Revised ed.). p. 388. New York: Infobase Publishing.
45. ↑  Turner, Lana (1982). Lana: The Lady, the Legend, the Truth (1st ed.). p. 170. New York: Dutton
46. ↑  Weiler, A. H. . The New York Times. 1959-07-01  [2011-07-14]. （原始内容存档于2011-05-20）.
47. ↑  Wake, Oliver. . Screenonline.   [2007-02-25]. （原始内容存档于2013-06-26）.
48. ↑  Duthel, C. . London: Lulu. 2012: 288. ISBN 978-1471089350.
49. ↑  "AFI's 100 Years... 100 Heroes and Villains" （页面存档备份，存于）. AFI. Retrieved 20 December 2013
50. ↑  Bray, Christopher. . The Daily Telegraph (London). 2004-03-03  [2020-11-01]. （原始内容存档于2017-12-27）.
51. 1 2  . Huffington Post.   [2019-03-15]. （原始内容存档于2020-07-28）.
52. ↑  Macintyre, Ben. . London: Bloomsbury. 2009: 187. ISBN 978-0747598664.
53. ↑  .   [2018-10-10]. （原始内容存档于2018-10-11）.
54. ↑  Buckland, Damien. . CreateSpace Independent. 2016. ISBN 978-1530573257.
55. ↑  Berman, Eliza. . Time. 2015-08-25  [2020-11-01]. （原始内容存档于2018-11-09）.
56. ↑  Ferguson, Euan. . The Observer. 2004-10-02  [2013-09-18]. （原始内容存档于2014-09-17）. 参数|newspaper=与模板{{cite web}}不匹配（建议改用{{cite news}}或|website=） (帮助)
57. ↑  Yule 1992，第34頁.
58. ↑  Broccoli & Zec 1999
59. ↑  . Time. 1964-01-10  [2020-11-01]. （原始内容存档于2013-01-20）.
60. ↑  . Playboy: 78. November 1965  [2019-10-04]. （原始内容存档于2018-10-11）. 参数|magazine=与模板{{cite web}}不匹配（建议改用{{cite magazine}}或|website=） (帮助)
61. ↑  "Sidney Lumet" （页面存档备份，存于）, The Sunday Herald, Scotland, 10 April 2011
62. ↑  . Golden Globe Awards.   [2017-09-29]. （原始内容存档于2017-10-17）.
63. ↑  “Sean Connery still has special Bond with movie fans” （页面存档备份，存于）. Sunday Post. Retrieved 19 March 2019
64. ↑  “Michael Caine: “People forget I know a few gangsters” 的存檔，存档日期2018-06-13.. Sabotage Times. Retrieved 19 March 2019
65. ↑  “Robin and Marian” review by Roger Ebert  （页面存档备份，存于）, Chicago Sun-Times. 21 April 1976, Retrieved 19 March 2019
66. ↑  . The Guardian.   [2020-03-22]. （原始内容存档于2020-07-28）.
67. ↑  . Channel 4.   [2013-03-07]. （原始内容存档于2009-04-09）.
68. ↑  "FIFA World Cup and Official FIFA Events: Programming" 的存檔，存档日期2016-04-17.. FIFA Films. Retrieved 28 January 2013
69. ↑  . awards.bafta.org.   [2020-10-31]. （原始内容存档于2021-05-22）.
70. ↑  . Rogerebert.com.   [2020-10-31]. （原始内容存档于2017-02-04）.
71. ↑  . Academy of Motion Picture Arts and Sciences (AMPAS).   [2019-03-15]. （原始内容存档于2015-04-02）.
72. ↑  . Variety.   [2020-10-31]. （原始内容存档于2020-07-16）. 参数|magazine=与模板{{cite news}}不匹配（建议改用{{cite magazine}}或|newspaper=） (帮助)
73. ↑  Pugh, Tison. . Coyne Kelly, Kathleen; Pugh, Tison  (编). . Farnham: Ashgate. 2009: 161. ISBN 978-0-7546-7592-1.
74. ↑  Robson, Ben. . The Times (London). 2008-08-21  [2019-03-16]. （原始内容存档于2020-07-28）.
75. ↑  . ITN Source.   [2019-05-31]. （原始内容存档于2015-02-21）.
76. ↑  . Looper.com.   [2019-12-28]. （原始内容存档于2019-12-28）.
77. ↑  . BBC News. 2005-08-01  [2012-08-06]. （原始内容存档于2012-08-23）.
78. ↑  . NZ Herald. 2012-11-21  [2020-01-22]. ISSN 1170-0777. （原始内容存档于2020-01-07）.
79. ↑  Ransom Riggs. . CNN. 2008-10-20  [2010-03-10]. （原始内容存档于2010-03-02）.
80. ↑  Norrington, Stephen (Director) (16 December 2003). The League of Extraordinary Gentlemen (DVD). United States: 20th Century Fox.
81. ↑  Mcdonald, Toby; Watson, Jeremy. . The Scotsman. 2005-07-31  [2011-04-09]. （原始内容存档于2012-10-22）.
82. ↑  Lipsey, Sid. . CNN. 2005-11-10  [2012-08-06]. （原始内容存档于2013-02-23）.
83. ↑  .   [2019-03-15]. （原始内容存档于2011-06-29）.
84. ↑  . Screen Daily.   [2020-10-31]. （原始内容存档于2020-11-01）.
85. ↑  . BBC News. 2007-06-08  [2007-09-29]. （原始内容存档于2007-08-29）.
86. 1 2  . Apnews.myway.com.   [2013-07-24]. （原始内容存档于2016-01-01）.
87. ↑  Carson, Alan. . The Scotsman (Edinburgh). 2010-04-12  [2013-03-07]. （原始内容存档于2010-10-12）.
88. ↑  Yule 1992，第41頁.
89. ↑  Yule 1992，第37頁.
90. ↑  . People.com.   [2020-06-03]. （原始内容存档于2020-06-03）.
91. ↑  . MI6-HQ.COM.   [2020-06-03]. （原始内容存档于2020-06-03）.
92. ↑  . Philadelphia Inquirer.   [2020-06-03]. （原始内容存档于2020-06-03）.
93. ↑  . www.artandpopularculture.com.   [2020-06-03]. （原始内容存档于2020-06-03）.
94. ↑  . www.scotsman.com.   [2020-10-31]. （原始内容存档于2018-12-28） （英语）.
95. ↑  . Washington Post.   [2020-10-31]. （原始内容存档于2018-12-28） （英语）.
96. ↑  . HeraldScotland.   [2020-10-31]. （原始内容存档于2018-12-28） （英语）.
97. ↑  . Reuters.   [2020-10-31]. （原始内容存档于2022-07-15）.
98. ↑  . BBC News. 1999-12-21  [2010-09-23]. （原始内容存档于2007-08-25）.
99. ↑  . Evening Standard. 2007-04-10  [2020-06-03]. （原始内容存档于2020-06-03）.
100. ↑  Fearis, Beverley. "'We half expected someone to tuck us in with a goodnight kiss'" （页面存档备份，存于）. The Observer, 1 August 2004. Retrieved 3 September 2009.
101. ↑  . Executive Golf Magazine.   [2013-03-07]. （原始内容存档于2011-01-05）.
102. ↑  Rogers, Ron.  (PDF). Midori Yama Budokai.   [2011-08-20]. （原始内容 (PDF)存档于2012-01-18）.
103. ↑  . Edinburgh Live.   [2020-10-31]. （原始内容存档于2022-07-15）.
104. ↑  . London Gazette. 2000-08-22.
105. ↑  . BBC News. 2000-07-05  [2020-11-01]. （原始内容存档于2004-04-10）.
106. ↑  . BBC News. 2012-04-16  [2013-07-24]. （原始内容存档于2012-04-17）.
107. ↑  . The Daily Telegraph. 2016-05-07  [2020-11-01]. （原始内容存档于2018-04-21）.
108. ↑  Christie, Kevan. . Daily Record. 2008-08-26  [2020-11-01]. （原始内容存档于2020-04-15）.
109. ↑  Seenan, Gerard. . The Guardian. 1999-04-27  [2009-05-22]. （原始内容存档于2013-11-12）.
110. ↑  Pender, Paul. . Sunday Herald. 1999-05-02  [2009-05-22]. []
111. 1 2  . BBC News. 2003-03-07  [2012-01-22]. （原始内容存档于2004-06-29）.
112. ↑  . BBC News. 2003-03-06  [2012-01-22]. （原始内容存档于2004-06-19）.
113. ↑  Collinson, Patrick. . the Guardian. 2004-02-21  [2020-11-01]. （原始内容存档于2018-03-12）.
114. ↑  Cramb, Auslan. . 2014-09-16  [2020-11-01]. （原始内容存档于2019-02-05） –The Telegraph.
115. ↑  . Think Spain.   [2020-11-01]. （原始内容存档于2018-03-12）.
116. ↑  Gayle, Damien. . the Guardian. 2015-11-27  [2020-11-01]. （原始内容存档于2018-03-12）.
117. ↑  . AARON TINNEY FOR MAILONLINE. 2020-11-01  [2020-11-01]. （原始内容存档于2021-03-03）.
118. ↑  . 中央社. 2020-11-01  [2020-11-01]. （原始内容存档于2020-11-07）.
119. 1 2  . BBC News. 2020-10-31  [2020-10-31]. （原始内容存档于2020-11-02） （英国英语）.
120. ↑  . BBC News. 2020-10-31  [2020-10-31]. （原始内容存档于2020-10-31） （英国英语）.
121. ↑  . The Times. 2020-10-31  [2020-10-31]. （原始内容存档于2020-10-31）.
122. ↑  Natale, Richard; Ravindran, Manori. . Variety. 2020-10-31  [2020-10-31]. （原始内容存档于2020-10-31）.
123. ↑  . France 24. 2020-11-01  [2020-11-03]. （原始内容存档于2020-11-01） （英语）.
124. ↑  @@TwoPaddocks.  (推文). 2020-10-31 –Twitter.
125. ↑  Earl, William. . Variety. 2020-10-31  [2020-11-01]. （原始内容存档于2020-11-01） （美国英语）.
126. 1 2  Calvario, Liz. . Entertainment Tonight. 2020-10-31  [2020-11-01]. （原始内容存档于2020-11-01）.
127. ↑  Dessem, Matthew. . Slate. 2020-10-31  [2020-11-01]. （原始内容存档于2020-11-01）.
128. ↑  Drury, Sharareh; Beresford, Trilby. . The Hollywood Reporter. 2020-10-31  [2020-11-01]. （原始内容存档于2020-11-01）.
129. ↑  . IMDb.   [2020-11-01]. （原始内容存档于2021-04-22）.
130. ↑  . Portail Orange.   [2020-11-01]. （原始内容存档于2020-11-01）.
131. ↑  . 约翰·肯尼迪表演艺术中心.   [2020-11-01]. （原始内容存档于2022-07-15）.
132. ↑  . 英国广播公司.   [2020-11-01]. （原始内容存档于2020-10-01）.

### 文献
- Broccoli, Albert R.; Zec, Donald. . Trans-Atlantic Publications. 1999.
- Cohen, Susan; Cohen, Daniel. . New York City: Exeter Books. 1985: 33. ISBN 978-0-671-07528-6. OCLC 12644589.
- Sellers, Robert. . Robert Hale. 1999  [14 July 2011]. ISBN 978-0-7090-6125-0. （原始内容存档于2020-09-02）.
- Yule, Andrew. . Little, Brown Book Group. 1992. ISBN 978-0-7515-4097-0.